# 肇东市
肇东市位于中国黑龙江省南部，是绥化市下辖县级市（1965年以前曾短暂归属哈尔滨管辖）；为黑龙江省第一大、中国第31大肉类生产大县市，因地处肇州县的东边而得名；1912年设肇东设治局，1914年改肇东县，1986年设肇东市。市人民政府驻人民大路。
总面积4330平方公里，建成区面积23平方公里。地理位置与哈尔滨市松北区、呼兰区毗邻，2008年入选黑龙江省唯一全国百强县。

## 行政区划
肇东市下辖4个街道办事处、13个镇、8个乡：
朝阳区街道、东升区街道、西园区街道、正阳区街道、肇东镇、昌五镇、宋站镇、五站镇、尚家镇、姜家镇、里木店镇、四站镇、涝洲镇、五里明镇、黎明镇、西八里镇、海城镇、太平乡、向阳乡、洪河乡、跃进乡、德昌乡、宣化乡、安民乡、明久乡、四方山农场和涝洲鱼种场。

## 人口
根据第七次人口普查数据，截至2020年11月1日零时，肇东市常住人口为666532人。

## 交通
- 铁路：滨洲铁路、哈齐高速铁路设肇东站
- 公路： 301国道过境。

## 名胜
中国重点文物保护单位
- 八里城遗址